# Eryk Williamson
Eryk Tyrek Williamson (ur. 11 czerwca 1997 w Alexandrii) – amerykański piłkarz występujący na pozycji środkowego pomocnika, reprezentant Stanów Zjednoczonych, od 2025 roku zawodnik Charlotte FC.
Jego kuzynka Queen Latifah jest raperką, piosenkarką i aktorką.